# 金合欢小煤炱
金合欢小煤炱（学名：Meliola acaciarum）是属于小煤炱目小煤炱科小煤炱属的一种真菌，寄生在金合欢属植物上。该种分布于中国、巴西、菲律宾。